# Telekgerendás
Telekgerendás község Békés vármegye Békéscsabai járásában.

## Fekvése
A vármegye középső részén fekszik, Békéscsaba nyugati szomszédságában, attól mintegy 10 kilométerre nyugatra. Közigazgatási határa 7237 hektárnyi területre terjed ki. További szomszédai: dél felől Csabaszabadi, délnyugat felől Gerendás, nyugat felől Csorvás, északnyugat felől pedig Kétsoprony.

### Megközelítése
Legfontosabb közúti megközelítési útvonala a 47-es főút, amely a község belterületének északi peremén húzódik kelet-nyugati irányban. A 44-es főúttal a Kétsoprony után kiágazó 4411-es út köti össze a települést. Közigazgatási határszélét keleten érinti még a 4432-es, délnyugaton pedig a 4431-es út is.
Vasúton a MÁV 135-ös számú Szeged–Kötegyán-vasútvonalán érhető el, amelynek egy megállási pontja van itt. Telekgerendás vasútállomás a vonal állomásainak viszonylatában Csorvás alsó megállóhely és Fürjes megállóhely között található; fizikailag a község belterületének délkeleti peremén helyezkedik el, a 4411-es út mellett.

## Története
1952. január 1-jén lett önálló község, azelőtt Békéscsabához tartozott.
Negyedik tanácselnöke és első polgármestere Gyebnár János volt, aki 29 éven át töltötte be ezeket a tisztségeket (1973-2002), ezalatt épült ki a település közműhálózata, a tornaterem, és ő rajzolta meg Telekgerendás címerét is. Gyebnár Jánostól 2002-ben Medvegy Mihályné vette át a polgármesteri tisztséget; 2014 óta a község első embere Ránkli Ferenc.
1992-ben épült a falu központjában a templom.
Balázs Pali Telekgerendáson élt és nevelkedett; a művelődési házban kezdte meg pályáját. Gyakran jár ki focizni is a telekgerendási sportpályára.
Telekgerendáson élt és nevelkedett Homonnay Gergely (1969-2022) író, újságíró, tanár, ellenzéki aktivista, liberális gondolkodó, Erzsi macska "szolgája".

## Közélete

### Polgármesterei
| Időszak   | Név              | Jelölő szervezet | Megjegyzés                             |
| --------- | ---------------- | ---------------- | -------------------------------------- |
| 1990–1994 | Gyebnár János    | független        |                                        |
| 1994–1998 | Gyebnár János    | független        |                                        |
| 1998–2002 | Gyebnár János    | független        |                                        |
| 2002–2004 | Medvegy Mihályné | független        | a képviselő-testület feloszlatta magát |
| 2004–2006 | Medvegy Mihályné | független        | Időközi választás 2004. október 10.    |
| 2006–2010 | Medvegy Mihályné | független        |                                        |
| 2010–2014 | Medvegy Mihályné | független        |                                        |
| 2014–2019 | Ránkli Ferenc    | független        |                                        |
| 2019–2024 | Ránkli Ferenc    | független        |                                        |
| 2024–     | Ránkli Ferenc    | független        |                                        |

## Népesség
A település népességének változása:
| Lakosok száma | 1450 | 1435 | 1324 | 1301 | 1386 | 1394 | 1409 |
|               | 2013 | 2014 | 2019 | 2021 | 2022 | 2023 | 2024 |

2001-ben a település lakosságának 88%-a magyar, 12%-a szlovák nemzetiségűnek vallotta magát.
A 2011-es népszámlálás során a lakosok 96,1%-a magyarnak, 0,2% cigánynak, 0,4% románnak, 13,6% szlováknak mondta magát (3,9% nem nyilatkozott; a kettős identitások miatt a végösszeg nagyobb lehet 100%-nál). A vallási megoszlás a következő volt: római katolikus 15,8%, református 5,8%, evangélikus 20,4%, felekezeten kívüli 43,5% (13,5% nem nyilatkozott).
2022-ben a lakosság 91,1%-a vallotta magát magyarnak, 4,8% szlováknak, 0,4% románnak, 0,3% lengyelnek, 0,2% cigánynak, 0,1-0,1% szlovénnek, szerbnek és németnek, 2,9% egyéb, nem hazai nemzetiségűnek (8,4% nem nyilatkozott; a kettős identitások miatt a végösszeg nagyobb lehet 100%-nál). Vallásuk szerint 10,5% volt római katolikus, 8% evangélikus, 4,5% református, 0,1% ortodox, 0,4% görög katolikus, 0,8% egyéb keresztény, 0,9% egyéb katolikus, 27,6% felekezeten kívüli (47% nem válaszolt).